# Марк Валерій Мессала Мессалін Барбат
Марк Валерій Мессала Мессалін Барбат (лат. Marcus Valerius Messalla Barbatus; 12 рік до н. е. — 20/21 рік н. е.) — політичний діяч Римської імперії, консул 20 року.

## Життєпис
Походив з патриціанського роду Валеріїв. Син Марка Валерія Мессали Мессаліна, консула 3 року до н. е. Про його діяльність збереглося мало відомостей. У 20 році обрано консулом разом з Марком Аврелієм Коттою Максимом Мессаліном. Подальша державницька діяльність не відома.

## Родина
Дружина — Доміція Лепіда Молодша
Діти:
- Марк Валерій Мессала Корвін, консул 58 року.
- Валерія Мессаліна, дружина імператора Клавдія.